# 細川満久
細川 満久（ほそかわ みつひさ）は、室町時代前期の守護大名。阿波国守護。細川阿波守護家3代当主。

## 生涯
細川備中守護家当主・細川満之の次男（一説には三男）として誕生。細川義之の養子となる。
元服に際して、父同様、3代将軍・足利義満より偏諱の授与を受けて満久と名乗る（義満が退任する応永元年（1394年）までのことと思われる）。
4代将軍・足利義持（義満の嫡男）の近習として仕えて信任を受け、応永29年（1422年）に義持が後小松院の名代として伊勢神宮に参詣した際に供衆に選ばれている（『花営三代記』）。この年、養父の義之が没しており、それに先立って家督を継承した。応永35年（1428年）に前将軍（将軍代理）の義持が没すると程なく出家するが、続く6代将軍・足利義教（義持の弟）からの信任も厚く、永享元年（1429年）に鎌倉公方・足利持氏の反抗が問題とされた際には満久も義教から意見の具申を求められている。
病弱であったらしく、当時の記録では度々満久の病気に関する記事が登場し、応永34年（1427年）の赤松満祐討伐にも嫡男・持常が代わりに出陣し、守護職継承後に領国である阿波国に下向した記録も残されていない。
永享2年（1430年）に45歳で病死した。死後、家督は持常が継いだ。

## 系譜
- 父：細川満之（1352年?-1406年）
- 母：不詳
- 養父：細川義之（1363年-1422年）
- 室：不詳
  - 嫡男：細川持常（1409年-1450年）
  - 男子：細川教祐（生没年不詳）
  - 男子：成就院増観（生没年不詳）